# سیارک ۷۵۷۲
سیارک ۷۵۷۲ (به انگلیسی: 7572 Znokai، نامگذاری:1989SF) هفت هزار و پانصد و هفتاد و دومین سیارک کشف شده‌است که در ۲۳ سپتامبر ۱۹۸۹ کشف شد.
قدر مطلق سیارک برابر ۱۳٫۶۰ است.